# 줄리어스 울프

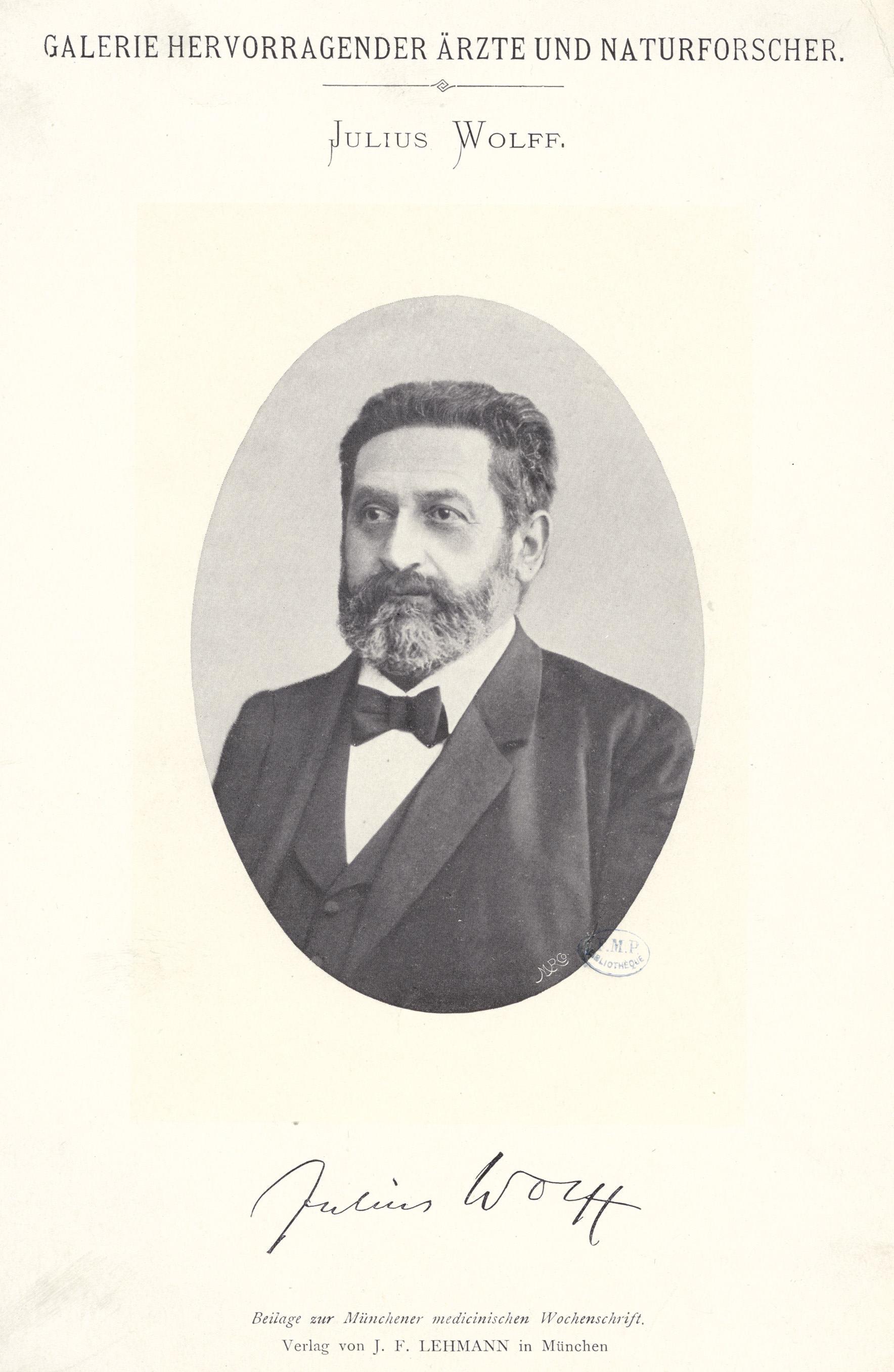

줄리어스 울프(Julius Wolff, 1836 ~ 1902)는 19세기 독일의 외과 의사이다. 울프의 법칙을 발견한 사람으로 알려져 있다.

## 생애
줄리어스 울프는 1836년 3월 21일 메르키슈 프리들란트(Märkisch Friedland)에서 태어나 1861년 베를린의 프리드리히 빌헬름스(Friedrich-Wilhelms) 대학에서 베른하르트 폰 랑엔벡(Bernhard von Langenbeck, 1810-1887) 밑에서 외과 분야에서 박사 학위를 받았다. 1861년 국가과시를 마치고 베를린에서 일반의로 자리를 잡았다. 그는 세 번의 군사 작전(1864, 1866, 1870/71)에 외과의로 참여했다.
외과의사로서 오랜 경력을 쌓은 관찰을 바탕으로 그는 뼈의 기하학적 구조와 뼈에 대한 기계적 영향 사이의 관계를 설명하는 울프의 법칙을 가정했다. 이를 위해 그는 당시의 주요 과학자들과 적극적으로 접촉했다. 칼 컬만(1821–1881), 빌헬름 루(1850–1924), 크리스티안 오토 모어(1835–1918) 및 앨버트 호파(1859–1907)는 그에게 연구의 해석과 평가를 지원했다. 그의 연구는 진화 생물학의 메커니즘과 물리적 요인을 확립했다. 그는 자신의 작업을 찰스 다윈(1809–1882)의 진화론의 연장선으로 보았다.
그의 작업은 의학의 뚜렷한 분야인 정형외과의 이정표 중 하나였다. 줄리어스 울프는 샤리테(Charité)의 첫 번째 정형외과 교수이자 베를린 최초의 정형외과의 설립자이자 이사였다. 그의 과학적 연구는 오늘날까지 정형외과 수술에 상당한 영향을 미치고 있다. 뼈를 변형시킨 그의 발견은 오늘날 근골격 연구, 정형외과, 외상 수술, 재활, 기계 및 세포 생물학 및 조직 공학의 적용에서 발견되는 기계적 조건을 변경했다.
그는 1902년 2월 18일 뇌졸중으로 사망했다.

## 같이 보기
- 울프의 법칙